# Фризен (коммуна)
Фризе́н (фр. Friesen) — коммуна на северо-востоке Франции в регионе Гранд-Эст (бывший Эльзас — Шампань — Арденны — Лотарингия), департамент Верхний Рейн, округ Альткирш, кантон Мазво. До марта 2015 года коммуна административно входила в состав упразднённого кантона Ирсенг (округ Альткирш).
Площадь коммуны — 8,42 км², население — 526 человек (2006) с тенденцией к стабилизации: 615 человек (2012), плотность населения — 73,0 чел/км².

## Население
Численность населения коммуны в 2011 году составляла 607 человек, а в 2012 году — 615 человек.
| 1962 | 1968 | 1975 | 1982 | 1990 | 1999 | 2004 | 2006 | 2009 | 2011 | 2012 |
| ---- | ---- | ---- | ---- | ---- | ---- | ---- | ---- | ---- | ---- | ---- |
| 537  | 528  | 552  | 536  | 585  | 594  | 550  | 526  | 597  | 607  | 615  |

Динамика населения:

## Экономика
В 2010 году из 393 человек трудоспособного возраста (от 15 до 64 лет) 295 были экономически активными, 98 — неактивными (показатель активности 75,1 %, в 1999 году — 70,5 %). Из 295 активных трудоспособных жителей работали 266 человек (160 мужчин и 106 женщин), 29 числились безработными (13 мужчин и 16 женщин). Среди 98 трудоспособных неактивных граждан 33 были учениками либо студентами, 29 — пенсионерами, а ещё 36 — были неактивны в силу других причин.
На протяжении 2011 года в коммуне числилось 249 облагаемых налогом домохозяйств, в которых проживало 604 человека. При этом медиана доходов составила 21255 евро на одного налогоплательщика.

## Достопримечательности (фотогалерея)

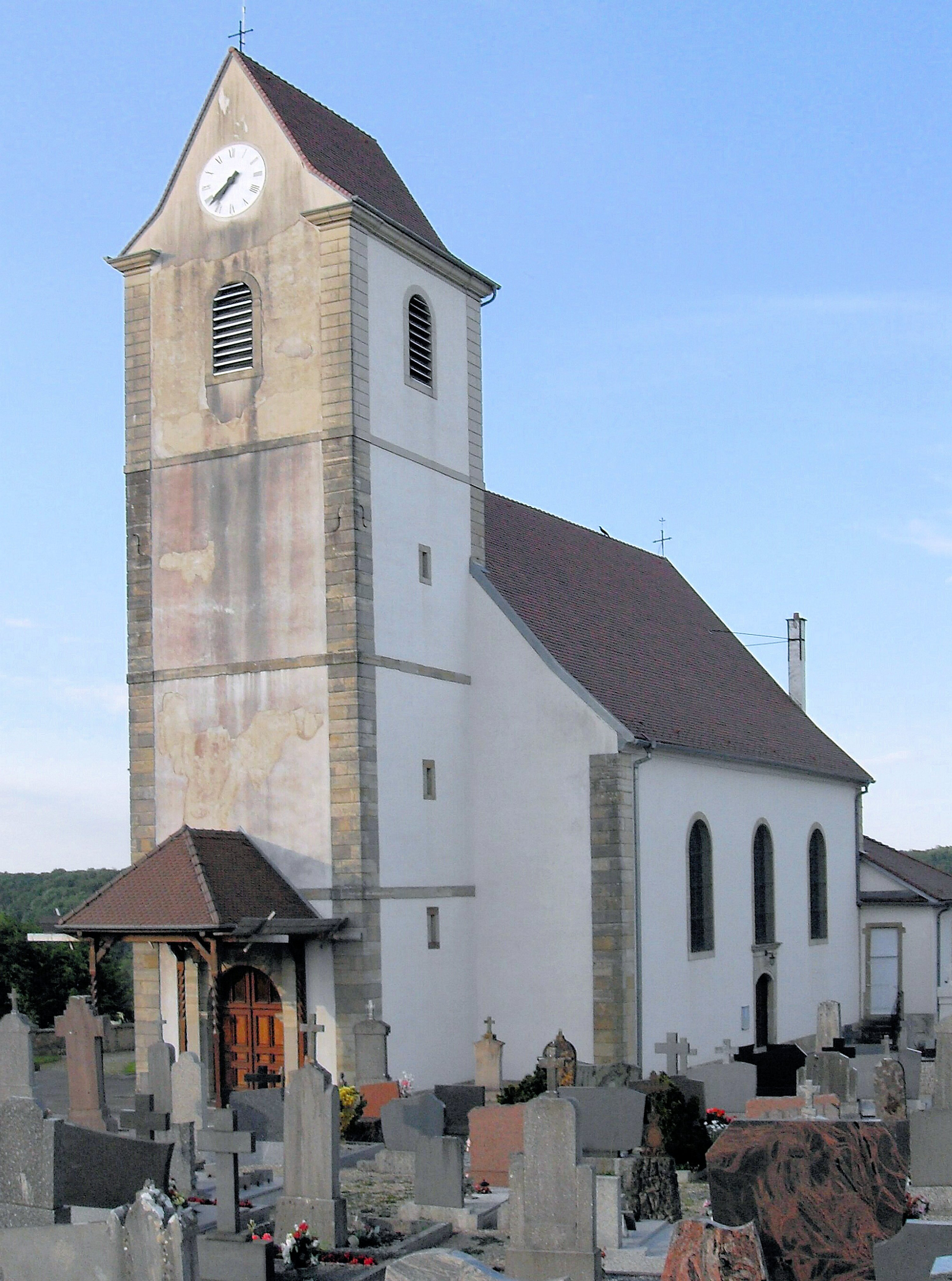
Церковь Святого Петра и Павла